# Campionat de Guayas
El campionat de Guayas fou una competició esportiva amateur disputada a la província del Guayas. Hi prenien part els clubs de Guayaquil. Es disputà entre 1922 i 1950, any en què fou substituïda pel campionat Costa, de caràcter professional.

## Historial
Font:
- 1922: Racing Club (1)
- 1923: Oriente (1)
- 1924: Racing Club (2)
- 1925: Sporting Packard (1)
- 1926: Sporting Packard (2) i General Córdova (1)
- 1927: General Córdova (2)
- 1928: General Córdova (3)
- 1929: General Córdova (4)
- 1930: General Córdova (5)
- 1931: Racing Club (3)
- 1932: Athletic Club (1)
- 1933: Norteamérica (1)
- 1934: Daring (1)
- 1935: Italia (1)
- 1936: Daring (2)
- 1937: Italia (2)
- 1938: Panamá (1)
- 1939: Panamá (1)
- 1940: 9 de Octubre (1)
- 1941: Panamá (3)
- 1942: Patria (1)
- 1943: Guayaquil SC (1)
- 1944: Patria (2)
- 1945: Patria (3)
- 1946: Emelec (1)
- 1947: Norteamérica (2)
- 1948: Emelec (2)
- 1949: Norteamérica (3)
- 1950: Barcelona (1)